# 終極堡壘2
《終極堡壘2》（英語：Fortress: Sniper's Eye）是一部2022年美國動作片，由詹姆斯·卡倫·布雷薩克執導，由傑西·麥特卡爾菲、布魯斯·威利、查德·麥可·莫瑞主演。本片為2021年電影《終極堡壘》的續集，電影在2022年4月29日美國發行。

## 演員
- 傑西·麥特卡爾菲飾演保羅·邁爾斯（Paul Michaels）
- 布魯斯·威利飾演羅伯特·邁爾斯（Robert Michaels）
- 查德·麥可·莫瑞飾演佛雷德瑞克·巴札里（Frederick Balzary）
- 娜塔莉·伯恩飾演珊卓（Sandra）
- 凱莉·格雷森（英语：Kelly Greyson）飾演凱特·泰勒（Kate Taylor）
- 瑟達瑞斯·布雷恩（英语：Ser'Darius Blain）飾演尤利西斯（Ulysses）
- 西莱斯特·菲安娜（英语：Celeste Fianna）飾演安妮特（Annette）

## 製作
此電影於2021年5月3日宣布，作為《終極堡壘》三部曲的第二部電影和續集。主體攝影於2021年5月在波多黎各開始，前兩部電影是背靠背拍攝。拍攝於2021年11月結束。

## 備註
1. ↑  該海報恰好使用了與2020年電影《惡夜救援》海報完全相同的演員頭像。

## 外部連結
- 互联网电影数据库（IMDb）上《終極堡壘2》的资料（英文）